# Yétser
Yétser est un fils de Nephtali fils de Jacob et de Bilha.Ses descendants s'appellent les Yétsérites.

## Yétser et ses frères
Yétser a pour frères Yahtséel ou Yahtsiël, Gouni, Shillem ou Shalloum,,.

## Yétser en Ègypte
Yétser part avec son père Nephtali et son grand-père Jacob pour s'installer en Égypte au pays de Goshen dans le delta du Nil.
La famille des Yétsérites dont l'ancêtre est Yétser sort du pays d'Égypte avec Moïse,.